# Orchestre de la Philharmonie slovène
L’Orchestre de la Philharmonie slovène (Slovenska Filharmonija en slovène), aussi connu internationalement sous le nom de Slovenian Philharmonic Orchestra, est un orchestre symphonique slovène basé à Ljubljana.

## Présentation
Héritier de l'Academia Philharmonicorum, fondée en 1701, l'Orchestre de la Philharmonie slovène est la principale institution musicale du pays.  
Fondé en 1908, l'orchestre est dissous en 1913 mais son activité reprend en 1934, et la formation repart sur de nouvelles bases en 1947, soutenue par l'État.  

## Directeurs musicaux et chefs permanents
Comme directeurs musicaux ou chefs permanents, se sont succédé à la tête de l'Orchestre de la Philharmonie slovène :
- Václav Talich (1908-1912)
- Jakov Cipi (1948-1955)
- Samo Hubad (1948-1966)
- Bogo Leskovic (1951-1958)
- Lovro von Matačić (1955-1956)
- Marko Munih (1963-1971)
- Oskar Danon (en) (1970-1974)
- Anton Kolar (1972-1979)
- Uroš Lajovic (en) (1972-)
- Anton Nanut (1980-1981)
- Marko Letonja (chef permanent de 1992 à 1997 puis directeur musical de 1997 à 2002)
- George Pehlivanian (en) (2004-2008)
- Emmanuel Villaume (directeur musical de 2008 à 2013)
- Keri-Lynn Wilson